# 김은자

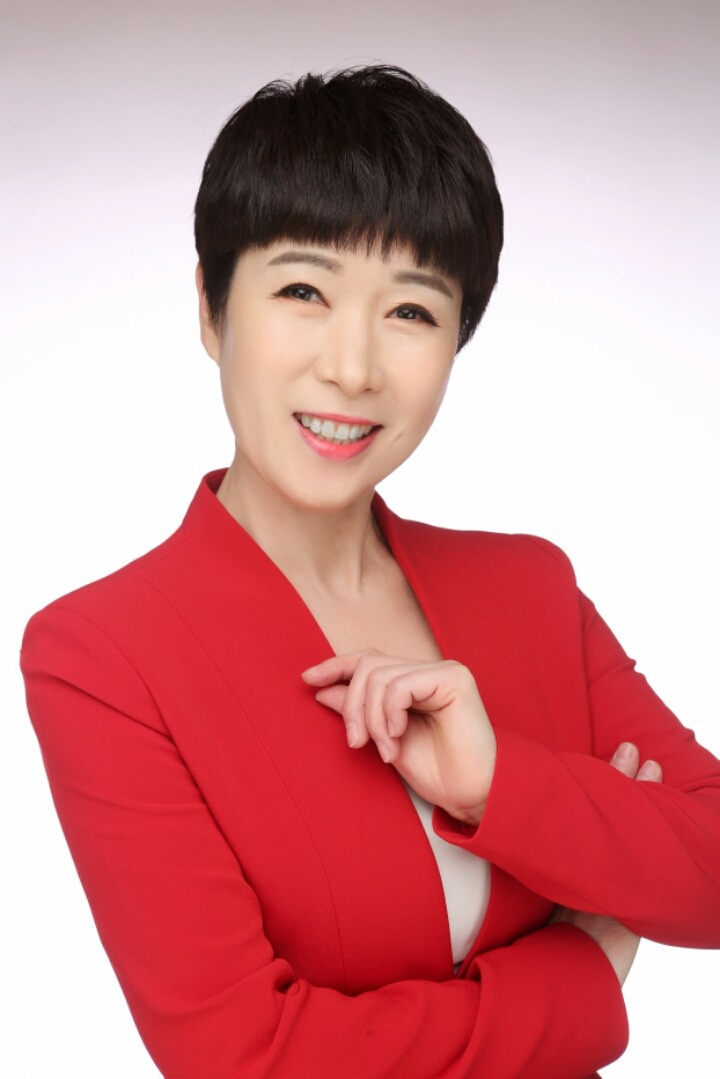
김은자

김은자(1959년 02월 10일 ~ )는 대한민국의 언론인이다.

## 생애
김은자는 쌘뽈여자중학교와 쌘뽈여자고등학교를 졸업했다. 2011년에 초당대학교 경호비서학과 학사를 취득했으며 2013년에 초당대학교 산업대학원 사회체육학과 석사 과정을 마쳤다.

## 학력
- 초당대학교 산업대학원 사회체육학과 석사

## 출연작

### 방송
- 2018년 KBS1 생방송 아침마당 출연
- 2016년~ 현재 KT GENIE TV 채널838 김은자 챠밍에어로빅 방영

## 경력사항
- 2021 20대 대통령선거예비후보 수석대변인 직무
- 2021 국민의힘 충남도당 부위원장
- 2021 한국성씨총연합회 부총재
- 2021 대전지방법원 논산지원 조정위원
- 2020 논산시체육회 부회장
- 2020 논산시 에어로빅힙합협회 회장
- 2017 KT올레TV 채널838 STN방송국스타트뉴스 회장
- 2015 충남에어로빅힙합협회 부회장
- 2014 대한에어로빅힙합협회 이사
- 2013 미국 LOS ANGELES CAIDEA Fitness Convention 연수
- 2012 일본 동경 Aerobics 워크숍
- 2012 한국정책개발원 운영위원
- 2011 KT올레TV 채널838 STN방송 아나운서 - 뉴스진행
- 2009 미국 라스베가스 세계대회 국제심판
- 2007 미국 LAF.IG 세계대회 코치
- 2005 F.I.G 에어로빅체조 국내, 국제심판
- 2005 F.I.G 에어로빅체조 국내, 국제코치
- 2004 프랑스 파리 아담모르강 째즈스쿨 수료
- 2003 독일 라이프지히오픈세계대회 국가대표 코치
- 2002 미국 마이애미 세계대회 국가대표 코치
- 2001 미국 샌프란시스코 IDEA 수료
- 2000 KAF Minorobics & seniorbics instructor
- 1999 미국 라스베가스 세계대회 국제심판
- 1998 미국 LA IDEA 수료
- 1997 미국 에너하임 IDEA 수료
- 1994 논산챠밍에어로빅 원장
- 1994 KAF Areobics Master instructor
- 1994 재단법인 한국에어로빅협회 부회장

## 수상경력
- 2023 논산시장 표창
- 2022 윤석열 대통령후보 캠프 미래통합부 문화체육위원장 임명
- 2022 문화체육관광부장관 표창
- 2021 충청남도교육감 표창
- 2020 도전한국인운동본부 사회공헌상
- 2019 충청남도지사 표창
- 2019 2019 전국에어로빅선수권대회 시니어부문-금메달
- 2019 제48회 전국소년체전 에어로빅대회/논산부창초 조성범 남자개인-은메달
- 2018 2018 에어로빅 어르신페스티벌-금메달
- 2018 제47회 전국소년체육대회 에어로빅대회/남자개인-동메달, 5인조-동메달
- 2017 제46회 전국소년체육대회 에어로빅대회/연산초 이선홍 남자개인-은메달
- 2016 제45회 전국소년체육대회 에어로빅대회/초등부 5인조-동메달
- 2016 제97회 전국체육대회 에어로빅체조대회/고등부2인조-동메달, 5인조-동메달
- 2014 (사)대한체조협회 우수심판 표창
- 2012 제93회 전국체육대회 에어로빅체조대회/논산고 정필경 남자개인-동메달
- 2011 제92회 전국체육대회 에어로빅체조대회/고등부3인조-은메달
- 2008 제89회 전국체육대회 에어로빅체조대회/쌘뽈여자고 조인애 고등부여자개인-금메달
- 2007 논산시장 표창

1. ↑  “김은자 : 네이버 통합검색”. 2023년 8월 24일에 확인함.
2. ↑  “김은자 : 네이버 통합검색”. 2023년 8월 24일에 확인함.